# Bajerovce
Bajerovce este o comună slovacă, aflată în districtul Sabinov din regiunea Prešov. Localitatea se află la altitudinea de 665 m deasupra n.m., se întinde pe o suprafață de 16,11 km2 și în 2017 număra 284 de locuitori.

## Istoric
Localitatea Bajerovce este atestată documentar din 1366.

## Demografie
| An:                | 1994 | 2004    | 2014    | 2024   |
| ------------------ | ---- | ------- | ------- | ------ |
| Număr de persoane: | 390  | 330     | 295     | 270    |
| Diferență:         |      | −15,38% | −10,60% | −8,47% |

| An:                | 2023 | 2024   |
| ------------------ | ---- | ------ |
| Număr de persoane: | 267  | 270    |
| Diferență:         |      | +1,12% |